# شهرستان المخاء
ناحیهٔ المخاء (به عربی: مدیریة المخاء) یک ناحیه در یمن است که در استان تعز واقع شده‌است.

## خصوصیات
ناحیهٔ المخاء ۱۸٬۱۵۵ نفر جمعیت دارد.